# Елена Владимировна
Еле́на Влади́мировна  (29 января 1882, Царское Село, Санкт-Петербургская губерния — 13 марта 1957, Афины) — великая княжна, дочь великого князя Владимира Александровича и Марии Павловны, герцогини Мекленбург-Шверинской; внучка императора Александра II; жена греческого принца Николая, сына короля Греции Георга I и его супруги Ольги Константиновны.

## Биография

### Ранняя жизнь
Елена была единственной дочерью великого князя Владимира Александровича и Марии Павловны, урождённой герцогини Мекленбург-Шверинской. До появления в семье девочки Мария Павловна родила четверых сыновей, один из которых умер в младенчестве. По отцу приходилась внучкой императору Александру II, племянницей Александру III и двоюродной сестрой Николаю II.
Проживала семья в Царском Селе. Рождество проводили в Гатчинском дворце в семье императора Александра III. После Нового года семья переезжала в Петербург, где жила до конца апреля. Там у отца семейства была своя резиденция — роскошный Владимирский дворец (современный Дом учёных имени М. Горького РАН), который посещали политические деятели, члены европейских королевских семей, актёры, писатели и художники. С наступлением весны Владимировичи, как называли эту ветвь Романовского рода, снова переезжали в Царское Село. Раз в два-три года семья ездила в полном составе к родственникам Марии Павловны в Мекленбург-Шверин. Первым языком, на котором заговорила Елена и её братья, был английский — благодаря няне мисс Миллисент Крофтс. Русский язык дети практически не знали. Вместе с родителями дети путешествовали по европейским странам, во Францию, Германию, Италию, останавливались в Кобурге, Берлине и Париже. Все дети воспитывались дома под руководством наставников. В детстве Елена была раздражительным и нервным ребёнком. Однажды, когда девочка позировала художнику в возрасте четырёх лет, она схватила нож и стала угрожать своей гувернантке. «Маленькая леди перевела своё внимание на меня, её глаза пылали яростью» — вспоминал об этом случае художник. Её тётя, вдовствующая императрица Мария Фёдоровна, писала, что «у Елены очень бесцеремонный и высокомерный тон, который отталкивает людей».
Воспитанием детей Владимир Александрович практически не занимался. Эти заботы взяла на себя мать. Мария Павловна планировала браки своих детей лишь с европейскими принцами и принцессами «первого круга». Для своей единственной дочери она выбрала в мужья принца Максимилиана Баденского, но помолвка не состоялась из-за нежелания кандидата вступать в брак с княжной. Позднее Максимилиан заключил брак с Марией Луизой Ганноверской.

### Брак
Будущий супруг Елены Владимировны, греческий принц Николай, которого в семье все звали «Ники Греческий», часто гостил в России у родственников по линии матери. Он был сыном греческого короля Георга I и великой княгини Ольги Константиновны, двоюродной сестры Владимира Александровича. Впервые с великой княжной Еленой Николай познакомился в 1894 году, во время отдыха в Ливадии. Через два года они снова встретились на торжествах по случаю коронации императора Николая II. Между молодыми людьми возникла симпатия. Великая княгиня Мария Павловна отреагировала негативно на возможный брак с Николаем. Великий князь Константин Константинович записал в своём дневнике от 7 августа 1900 года: «Ники долго ехал верхом с Еленой, которая ему очень нравится, как и он ей, но Мария Павловна сделала дочери за это выговор и сказала Георгию [второй сын Георга I], что Ники, как не будущий король и не имеющий состояния, не может рассчитывать жениться на Елене. И она, и Ники ходят как в воду опущенные».
Все же Мария Павловна дала согласие на брак своей единственной дочери с греческим принцем Николаем из-за отсутствия других кандидатур. Свадьба состоялась 16 (29) августа 1902 года в Царском Селе в присутствии членов императорской семьи и других гостей. Для своей дочери Владимир Александрович заказал в ювелирной фирме Cartier бриллиантовый кокошник, а также бриллиантовое корсажное украшение в форме банта, которое Елена позже передала своей дочери Марине.

### Последующие годы
После свадьбы Николай и Елена жили в Греции, редко приезжая в Россию. За первые четыре года брака в их семье родились три дочери, которые славились редкой красотой. Русскому языку великая княжна дочерей не учила. После отречения короля Константина I в 1917 году семья принца Николая уехала за границу. Сначала они осели в Швейцарии, затем переехали во Францию. Туда же через два года переехала и великая княгиня Мария Павловна. Последние месяцы жизни мать Елены провела во французском городе Контрексевиль, где и умерла в сентябре 1920 года. Бо́льшая часть приданого матери отошла Елене, включая тиару из алмазов с подвесными жемчужинами, которую она продала через несколько лет королеве Великобритании Марии Текской. Сейчас эта тиара, называемая «Владимирской», находится в личной коллекции британского монарха.
В эмиграции принц Николай занимался живописью, чтобы содержать семью. В 1923 году старшая дочь Елены и Николая вступила в брак с югославским князем Павлом Карагеогиевичем; Елизавета и Марина вышли замуж через десять лет. После того, как младшая дочь Марина вступила в брак с принцем Георгом, герцогом Кентским, Елена часто гостила у неё в Лондоне. В 1936 году супруги вернулись в Грецию. Через два года принц Николай умер от сердечного приступа. По мнению современников, их брак был счастливым. Во время Второй мировой войны Елена Владимировна осталась в Греции. Она скончалась в марте 1957 года, пережив всех своих братьев. За два года до смерти Елена потеряла дочь Елизавету, умершую от рака в возрасте 50 лет. Похоронена урождённая великая княжна рядом с супругом на Королевском кладбище в Татой. Внуками Елены Владимировны являются нынешний герцог Кентский Эдвард, принцесса Александра и принц Майкл Кентские. Кэтрин Оксенберг, американская актриса, является правнучкой Елены Владимировны.

### Дети
В браке с принцем Николаем Греческим и Датским у Елены Владимировны родились три дочери:
- принцесса О́льга Гре́ческая и Да́тская (11.06.1903—16.10.1997) — в 1923 году вышла замуж за князя Па́вла Карагео́ргиевича, регента Югославии в 1934—1941 годах, у супругов родились два сына и дочь;
- принцесса Елизаве́та Гре́ческая и Да́тская (24.05.1904—11.01.1955) — вышла замуж за графа Ка́рла Теодо́ра фон Тёрринг-Йеттенба́ха, у супругов родились сын и дочь;
- принцесса Мари́на Гре́ческая и Да́тская (13.12.1906—27.08.1968) — в 1934 году вышла замуж за принца Гео́рга, герцога Ке́нтского, сына короля Великобритании Георга V и Марии Текской, у супругов родились два сына и дочь.